# Chen Yufei
Chen Yufei (kinesiska: 陈雨菲), född 1 mars 1998, är en kinesisk badmintonspelare.

## Karriär
Vid olympiska sommarspelen 2020 i Tokyo var Yufei toppseedad i damsingeln. Hon tog guld i tävlingen efter att ha besegrat Tai Tzu-ying med 21–18, 19–21, 21–18 i finalen.